# 132 (число)
132 (сто три́дцять два) — натуральне число між 131 та 133.

## Математика
132 — парне число, ділиться без остачі на числа 1, 2, 3, 4, 6, 11, 12, 22, 33, 44, 66, 132.

## Хімія, фізика, астрономія
- STS-132 — космічний політ MTKK «Атлантіс» за програмою «Спейс Шаттл».
- NGC 132 — спіральна галактика з перемичкою (SBbc) в сузір'ї Кит.
- Інше позначення спіральної галактики NGC 2377 — UGCA 132.
- Інше позначення лінзоподібної галактики NGC 2379 — ARAK 132.

## Географія
- Площа острова Ява 132 тис. км².
- У селі Луціно за даними 1989 року проживало 132 жителі.
- Село Солов'ївка, розташоване на 132-му кілометрі Мінського шосе.
- Населення Опфертсхофена становить 132 особи (на 2006 рік).
- У селі Чапома за даними 2002 року проживало 132 жителі.

## Військова справа
- 132-та стрілецька дивізія — військове з'єднання СРСР у німецько-радянській війні.
- Неофіційна збірна назва бойових машин реактивної артилерії БМ-13 діаметром 132 мм.
- 132-й стрілецький полк.